# Марколлен
Марколлен (фр. Marcollin) — коммуна во Франции, находится в регионе Рона — Альпы. Департамент коммуны — Изер. Входит в состав кантона Руабон. Округ коммуны — Гренобль.
Код INSEE коммуны — 38219. Население коммуны на 1999 год составляло 466 человек. Населённый пункт находится на высоте от 279 до 442 метров над уровнем моря. Муниципалитет расположен на расстоянии около 450 км юго-восточнее Парижа, 55 км южнее Лиона, 55 км западнее Гренобля. Мэр коммуны — Mr Christophe BARGE, мандат действует на протяжении 2008—2014 гг.
Динамика населения (INSEE):